# The Incredibles
The Incredibles is een Amerikaanse computergeanimeerde superheldenfilm uit 2004, en de zesde langspeelanimatiefilm van Pixar met Disney. 
De film ging in première op 27 oktober 2004 op het filmfestival van Londen. Hoewel de film niet zo succesvol was als zijn voorganger Finding Nemo, kreeg hij toch 27 prijzen. De dvd van de film was de best verkochte van 2005, met 17,4 miljoen verkochte exemplaren.
In Nederland verscheen de film zowel in de originele Engelstalige versie als een in het Nederlands nagesynchroniseerde versie.

## Verhaal
Het verhaal begint met een nog jonge Mr. Incredible (Bob Parr) die net als iedere superheld zijn dagelijkse heldendaden verricht. Hij krijgt onverwacht bezoek van Buddy, een jonge fan die dolgraag zijn hulpje wil worden. Buddy blijkt meer een hinder dan een hulp, ondanks zijn zelf uitgevonden gadgets, en Mr. Incredible stuurt hem dan ook weg. Later die dag trouwt hij met de superheldin Elastigirl (Helen).
Dan gaat het opeens mis. Nadat Mr. Incredible een man heeft gered die zelfmoord wilde plegen, klaagt deze hem aan. Dit heeft een kettingreactie van rechtszaken tegen superhelden tot gevolg. De overheid besluit de superhelden te helpen door een speciaal programma op te zetten dat voor al hun rechtszaken zal betalen en hen van nieuwe identiteiten zal voorzien, op voorwaarde dat ze nooit meer heldenwerk zullen doen.
15 jaar later hebben Bob en Helen zich gevestigd in een rustig plaatsje. Ze hebben inmiddels drie kinderen: de tiener Violet, de 10-jarige Dashiell ("Dash") en baby Jack-Jack. Violet en Dash hebben elk ook superkrachten, maar Jack-Jack is blijkbaar normaal.
Bob, die nu bij een verzekeringsbedrijf werkt, is gefrustreerd dat hij niemand meer kan helpen. Hij probeert nog altijd “heldenwerk” te verrichten door zijn klanten te wijzen op mazen in de wetgeving waardoor ze hun uitkeringen kunnen krijgen. Ook gaat hij nog geregeld met zijn oude vriend Lucius (ook een ex-superheld genaamd Frozone) 's nachts op pad om mensen te helpen. Hij wordt zonder het te weten geschaduwd door Mirage, een mysterieuze vrouw.
Nadat Bob zijn baan verliest, neemt Mirage contact met hem op. Ze biedt hem een grote som geld aan als Bob op een eiland een op hol geslagen robot, de Omnidroid 9000, uitschakelt. Bob neemt de opdracht aan en verslaat de Omnidroid. Hierna krijgt Bob steeds meer opdrachten. Hij begint weer te trainen om in vorm te raken en laat modeontwerper Edna Mode een nieuw pak voor hem maken.
Twee maanden later belt Mirage Bob weer op. Wanneer Bob weer op hetzelfde eiland arriveert, wordt hij aangevallen door een verbeterde versie van de Omnidroid. Hij wordt gevangen door het meesterbrein achter de Omnidroid, een man genaamd Syndrome. Deze Syndrome is niemand minder dan zijn oude fan Buddy. Hij heeft in de afgelopen 15 jaar een fortuin opgebouwd met het uitvinden en verkopen van wapens. De beste wapens heeft hij zelf gehouden om zo, ondanks zijn gebrek aan superkrachten, toch een held te kunnen worden. Wanneer Mr. Incredible later ontsnapt en Syndromes computer inkijkt, ontdekt hij tot zijn afschuw dat Syndrome al tientallen superhelden heeft vermoord om zijn Omnidroid klaar te maken voor het gevecht met Mr. Incredible.
Thuis ontdekt Helen Bobs afwezigheid. Wanneer ze ziet dat zijn oude superheldenpak gerepareerd is, gaat ze meteen naar Edna. Edna toont haar superheldenkostuums die ze gemaakt heeft voor alle leden van de familie. Van Edna hoort ze dat Bob al maanden geleden ontslagen is en weer superheldenwerk is gaan doen. Dankzij een zendertje dat Edna in Bobs pak heeft gemonteerd, ontdekt Helen Bobs locatie en gaat meteen per vliegtuig naar het eiland. Dash en Violet gaan als verstekelingen mee. Helaas voor Mr. Incredible verraadt het zendertje ook zijn locatie aan Syndrome en hij wordt weer gevangen.
Wanneer Syndrome het vliegtuig ziet naderen, laat hij het neerschieten. De drie inzittenden overleven de crash en varen naar het eiland. Helen infiltreert in Syndromes basis en vindt Bob, die reeds vrijgelaten is door Mirage (daar zij begint te twijfelen aan Syndromes plannen). Net op dat moment lanceert Syndrome een raket met aan boord zijn nieuwste Omnidroid.
Dash en Violet brengen de nacht door in de jungle van het eiland, maar worden de volgende ochtend ontdekt. Een lange achtervolging tussen Dash' en Syndromes helpers volgt, evenals een gevecht tussen Syndromes helpers en de hele Incredible-familie. Syndrome duikt echter op en alle vier de Incredibles worden gevangen. Dan onthult Syndrome ook zijn plan: hij zal de Omnidroid de stad Metroville laten aanvallen en dan als “held” de stad “redden” om zo eindelijk erkenning te krijgen. Hij vertrekt zelf richting Metroville. De Incredibles weten te ontsnappen dankzij Violets krachtvelden, waarna ze ook naar Metroville vertrekken.
In Metroville vecht Syndrome met de Omnidroid. Hij vergeet echter dat de robot kan leren, en de machine schakelt hem uit. De Incredibles duiken op en bevechten de robot samen met Frozone. Samen slagen ze erin de robot uit te schakelen.
Eenmaal thuisgekomen blijkt dat Syndrome bezig is Jack-Jack te ontvoeren uit wraak omdat de Incredibles zijn gloriemoment hebben verstoord. Dan blijkt Jack-Jack wel superkrachten te hebben en verandert hij in respectievelijk vuur, lood en een monster. Syndrome laat Jack-Jack vallen, die wordt opgevangen door Helen. Vervolgens gooit Mr. Incredible zijn auto naar Syndromes jet, waardoor Syndrome in de rotor wordt gezogen en sterft.
Drie maanden later blijkt alles te zijn vergeven en keren de superhelden langzaam weer terug. Dash mag eindelijk meedoen aan atletiekwedstrijden en Violet durft eindelijk haar vriend Tony mee uit te vragen. De film eindigt met de hele familie die zich klaarmaakt om een nieuwe vijand te bevechten: The Underminer.

## Stemverdeling
| Personage                                           | Engelse stem              | Nederlandse stem    | Vlaamse stem              |
| --------------------------------------------------- | ------------------------- | ------------------- | ------------------------- |
| Bob Parr - Mr. Incredible                           | Craig T. Nelson           | Peter Paul Muller   | Wim Opbrouck              |
| Helen Parr - Elastigirl                             | Holly Hunter              | Isa Hoes            | Ann Reymen                |
| Dash Parr                                           | Spencer Fox               | Titus Laeven        | James de Graef            |
| Violet Parr                                         | Sarah Vowell              | Merel Burmeister    | Aline Goffin              |
| Jack-Jack Parr                                      | Eli Fucile, Maeve Andrews | Nina Kern           | Eli Fucile, Maeve Andrews |
| Lucius Best - Frozone                               | Samuel L. Jackson         | Ruurt de Maesschalk | Ronny Mosuse              |
| Edna Mode                                           | Brad Bird                 | Paul Haenen         | Walter Baele              |
| Buddy Pine - Syndrome                               | Jason Lee                 | Frans van Deursen   | Tom Van Dyck              |
| Mirage                                              | Elizabeth Peña            | Katja Schuurman     | Roos Van Acker            |
| Bomb Voyage                                         | Dominique Louis           | Patrick Osmond      | Patrick Osmond            |
| Newsreel Narrator (Nieuwslezer)                     | Teddy Newton              | Ivo Niehe           | Dany Verstraeten          |
| Mrs. Hogenson (Mevrouw Hogendoorn / Mevr. Hogenson) | Jean Sincere              | Maria Lindes        | Marilou Mermans           |
| Gilbert Huph (Meneer Huff / Meneer Huph)            | Wallace Shawn             | Jan Nonhof          | Siegfried Bracke          |
| Bernie Kropp (Barry Kroep / Bernard Kropp)          | Lou Romano                | Rob van de Meeberg  | Koen Van Impe             |
| Principal (Schoolhoofd / Directeur)                 | Wayne Canney              | Huib Broos          | Dirk Denoyelle            |
| Tony Rydinger                                       | Michael Bird              | Sander van der Poel | Emmanuel Flaam            |
| Rick Dicker (Dirk Dicker / Rick Dicker)             | Bud Luckey                | Wim van Rooij       | Arnold Willems            |
| Babysitter Kari McKeen                              | Bret 'Brook' Parker       | Elise Fennis        | Isabeau Sas               |
| Honey Best (Lieve Best / Honey Best)                | Kimberly Adair Clark      | Donna Vrijhof       | Myriam Thys               |
| The Underminer (De Ondermijner)                     | John Ratzenberger         | Pim Koopman         | Dirk Denoyelle            |

## Achtergrond

### Productie
Brad Bird bedacht het scenario voor The Incredibles oorspronkelijk voor een traditionele animatiefilm voor Warner Bros.. Volgens eigen zeggen kreeg hij het idee van een tekening die hij in 1993 had gemaakt. Ook baseerde hij het ideëel deels op zijn eigen leven. Nadat de film Looney Tunes: Back in Action een flop werd, sloot Warner Bros. haar afdeling voor animatiefilms en werd het project voor The Incredibles afgeblazen.
Toen Bird later met zijn vriend John Lasseter over de film sprak, overtuigde Lasseter hem het eens bij Pixar te proberen. Pixar accepteerde Bird's scenario, maar veranderde de animatie naar computeranimatie. Daarmee werd het de eerste Pixar-film met uitsluitend menselijke personages in de hoofdrollen.
Op zijn verzoek mocht Bird zijn eigen crew samenstellen. Hij benaderde onder andere de mensen met wie hij aan The Iron Giant had gewerkt. Bird's idee bevatte veel scènes die voor computeranimatie lastig te doen waren. Er waren onder andere nieuwe technieken nodig om de menselijke anatomie, kleding en huid realistisch weer te geven. Onder andere Violet's lange haar was technisch lastig te tekenen. De film werd grotendeels behandeld alsof het een live-action productie was.

### Muziek
John Barry was de eerste keuze voor de componist vanwege zijn muziek voor de trailer van On Her Majesty's Secret Service. Barry wilde echter niet zijn oude soundtracks opnieuw maken voor de film, dus werd Michael Giacchino benaderd. De muziek in de film is geheel instrumentaal.
De soundtrack omvat de volgende nummers:

| Nr. | Titel                     | Duur |
| --- | ------------------------- | ---- |
| 1.  | The Glory Days            | 3:32 |
| 2.  | Mr. Huph Will See You Now | 1:35 |
| 3.  | Adventure Calling         | 2:23 |
| 4.  | Bob vs. The Omnidroid     | 2:53 |
| 5.  | Lava in the Afternoon     | 1:29 |
| 6.  | Life's Incredible Again   | 1:24 |
| 7.  | Off to Work               | 1:59 |
| 8.  | New and Improved          | 2:15 |
| 9.  | Kronos Unveiled           | 3:16 |
| 10. | Marital Rescue            | 2:19 |
| 11. | Missile Lock              | 2:07 |
| 12. | Lithe or Death            | 3:24 |
| 13. | 100 Mile Dash             | 3:07 |
| 14. | A Whole Family of Supers  | 3:27 |
| 15. | Escaping Nomanisan        | 1:45 |
| 16. | Road Trip!                | 2:27 |
| 17. | Saving Metroville         | 5:03 |
| 18. | The New Babysitter        | 3:26 |
| 19. | The Incredits             | 7:21 |

### Reacties
De reacties van critici waren zeer positief. De film kreeg een 97% "Certified Fresh" waardering op Rotten Tomatoes. Criticus Roger Ebert beloonde de film met 3,5 van de 4 sterren. De film wordt over het algemeen gezien als een van de beste Pixarfilms.
Een punt wat veel critici opviel was dat de film een veel serieuzere en volwassen ondertoon had dan de vorige Pixarfilms. Dit was echter ook een punt van negatieve kritieken. De film bevatte duidelijk meer en realistischer geweld dan voorgaande Pixarfilms.
De film bracht in zijn openingsweek $70.467.623 op, meer dan enige Pixarfilm ooit heeft opgebracht in zijn openingsweek. De film versloeg zelfs (net) Finding Nemo's opbrengst van $70.251.710. De film bracht in totaal $261.441.092 op, en is daarmee de op een na succesvolste Pixarfilm ooit, en de op vier na succesvolste film van 2004. De wereldwijde opbrengst bedroeg $631.436.092.

### Dvd-extra’s
The Incredibles kwam uit op een tweedelige dvd op 15 maart 2005. De dvd-uitgave bevatte de volgende extra’s:
- Introduction, een introductie voor de extra’s door Brad Bird.
- Verwijderde scènes.
- Jack-Jack Attack, een minifilm gemaakt speciaal voor de dvd.
- The Making of The Incredibles, een documentaire over het maken van de film.
  - More Making of The Incredibles, een nog langere documentaire over het maken van de film.
- Incredi-Blunders, The Incredibles (opzettelijke) blunders.
- Vowellet: An Essay by Sarah Vowell, een documentaire over het leven van Sarah Vowell, een schrijver die de stem deed van Violet Parr.
- Character Interviews, acteurs en actrices interviewen de personages.
- Theatrical Trailer, The Incredibles filmtrailer.
- Mr. Incredible and Pals, een cartoon die een parodie is op de kinderlijke superhelden-animatieseries uit de jaren 60.
  - Mr. Incredible and Pals With Commentary, de tekenfilm met commentaar van de personages.
- NSA Files, informatie over de superhelden, ook helden die in de film niet te zien zijn.
- Boundin', een Pixar-minifilm gegerisseerd door Bud Luckey.
  - Boundin' With Commentary, Boundin' met commentaar van Bud Luckey.
  - Who Is Bud Luckey? een vier minuten durende documentaire over het maken van Boundin'.

### Merchandising
Verschillende bedrijven speelden in op het succes van de film met het maken van promotiemateriaal. Dark Horse Comics bracht een miniserie van strips uit gebaseerd op de film.
Kellogg's maakte ontbijtgranen met The Incredibles als thema.
In de weken voor de film werd er reclame gemaakt met onder andere SBC Communications en McDonald's.
In Europa, bevatte Kinder Surprise tijdelijk Incredible-speeltjes.
In Mexico sloeg de film zo aan dat er letterlijk honderden voorwerpen van werden verkocht, waarvan vele speciaal voor de Mexicaanse markt waren gemaakt.
In België verkocht Opel een speciale The Incredibles-editie van hun auto.
In het Verenigd Koninkrijk gebruikte Telewest de film om blueyonder internet services te promoten.

### Bloopers
- Wanneer Mr. Incredible een gebouw inspringt om de man die zelfmoord wilde plegen te redden, verdwijnt zijn schaduw.
- Tijdens de scène waar de familie zit te eten, wisselt het voedsel op de tafel steeds van positie

## Prijzen en nominaties
De film won de Academy Award in 2005 voor beste animatiefilm (de tweede Pixarfilm die deze prijs kreeg) en de prijs voor beste geluidseffecten. De film werd verder genomineerd voor de prijs voor het beste scenario en beste geluid.
De film won in 2005 de Hugo Award voor “Best Dramatic Presentation, Long Form”.

## Trivia
- Dit was de eerste Pixarfilm die in de Verenigde Staten als “PG” werd gemarkeerd.
- Disneytekenaars Ollie Johnston en Frank Thomas hebben cameo’s in de film.
- Aanvankelijk zou de jet waarmee Elastigirl, Dash en Violet naar Syndromes eiland reizen worden bestuurd door een personage genaamd Snug. Hij zou de raketaanval niet overleven om te tonen dat de schurken in de film echt een bedreiging vormen. Dit plan werd echter geschrapt.
- De superkrachten van Elastigirl zijn gelijk aan die van Mr. Fantastic en die van Violet aan die van de Invisible Woman, beide personages van Marvel Comics’ Fantastic Four.
- Een Pizza Planet-truck uit de film Toy Story is te zien in de film.
- De stad waar de Incredible-familie woont, Metroville, is een combinatie van de twee belangrijkste steden uit de Supermanstrips: Metropolis en Smallville.